# Vefa Spor Kulübü
Il Vefa Spor Kulübü è una squadra di calcio turca che ha giocato nella massima serie turca per 14 anni.
Fondato nel 1908 il club ora gioca nelle Amatör Futbol Ligleri.

## Rosa
| N. |                    | Ruolo | Calciatore            |
| -- | ------------------ | ----- | --------------------- |
| 1  | Turchia (bandiera) | P     | Yılmaz Karamanoğlu    |
| 3  | Turchia (bandiera) | D     | Alperen Hamza Çolak   |
| 5  | Turchia (bandiera) | D     | Turgay Topal          |
| 7  | Turchia (bandiera) | A     | Oğuzhan Türkmen       |
| 8  | Turchia (bandiera) | C     | Gencağa Yılmaz        |
| 9  | Turchia (bandiera) | A     | Umut Ceylan           |
| 10 | Turchia (bandiera) | A     | Yasin Sakaoğlu        |
| 11 | Turchia (bandiera) | A     | Niyazi Polat Çakmakçı |
| 14 | Turchia (bandiera) | C     | Uğur Tahtacı          |
| 17 | Turchia (bandiera) | D     | Kıvanç Kurtay         |
| 18 | Turchia (bandiera) | C     | Salih İzmir           |

| N. |                    | Ruolo | Calciatore          |
| -- | ------------------ | ----- | ------------------- |
| 20 | Turchia (bandiera) | C     | Mustafa Kurtay      |
| 23 | Turchia (bandiera) | C     | Sercan Mehmet Keret |
| 24 | Turchia (bandiera) | P     | Hakan Ezenerden     |
| 34 | Turchia (bandiera) | C     | Kemal Halezeroğlu   |
| 41 | Turchia (bandiera) | D     | Bahtiyar Yıldırım   |
| 53 | Turchia (bandiera) | A     | Burak Yılmaz        |
| 77 | Turchia (bandiera) | A     | Hakan Yamaç         |
| 87 | Turchia (bandiera) | D     | Hayrullah Çopur     |
| 88 | Turchia (bandiera) | C     | Umut Ceylan         |
| 92 | Turchia (bandiera) | D     | Kadir Gezer         |
| 99 | Turchia (bandiera) | C     | Fatih Tolga Öztürk  |

## Partecipazioni a campionati
- Süper Lig: 1959-1963, 1965-1974
- TFF 1. Lig: 1963-1965, 1974-1987
- TFF 2. Lig: 1987-1994, 1998-2000
- Bölgesel Amatör Lig: 1994-1998, 2000-
- Amatör Futbol Ligleri: 1921-1959